# Catálogo de estrellas

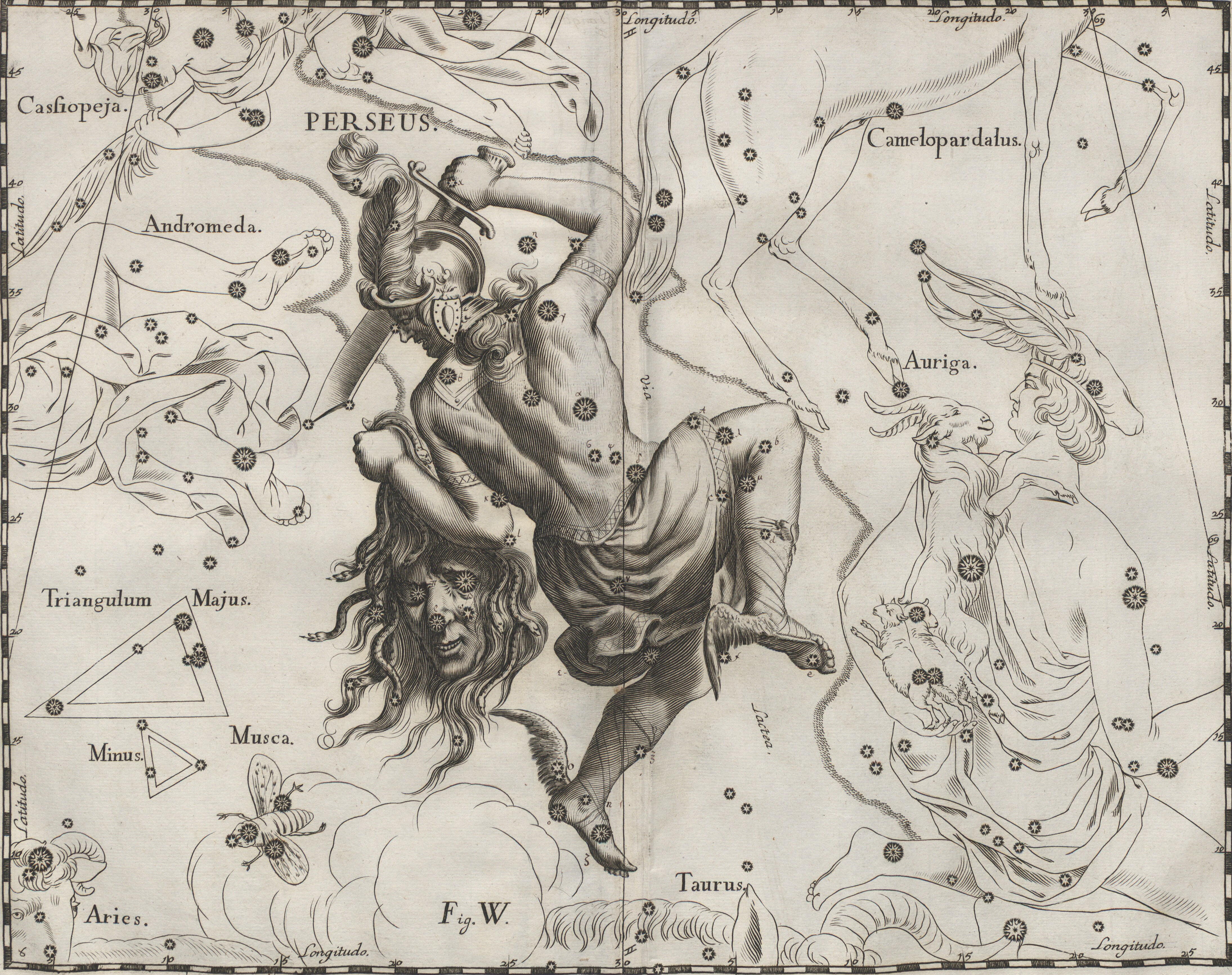
Una ilustración de la constelación de Perseo (referida a Perseo, el personaje de la mitología griega) del catálogo de estrellas publicado por el astrónomo alemán Johannes Hevelius en 1690

Un catálogo de estrellas es una lista que enumera las estrellas, así como también sus posiciones, su brillo o cualquiera de sus otras características. En astronomía, se hace referencia a muchas estrellas simplemente por números de catálogo. Hay muchos y diferentes catálogos de estrellas que se han producido para diferentes propósitos a lo largo de la historia. Este artículo cubre solo algunos de los más citados.
La integridad y la precisión de los catálogos quedan descritas por la magnitud aparente más débil recopilada (cuanto más alto es este número, se incluyen estrellas cada vez más tenues) y por la precisión angular de las posiciones aportadas. La mayoría de los catálogos modernos están disponibles en formato electrónico y pueden descargarse libremente desde el centro de datos de las agencias espaciales.

## Catálogos históricos
Muchos pueblos antiguos diferentes compilaron catálogos de estrellas, incluidos el Imperio babilónico, el antiguo Egipto, la Antigua Grecia, China, Persia y el pueblo árabe.

### Antiguo Cercano Oriente

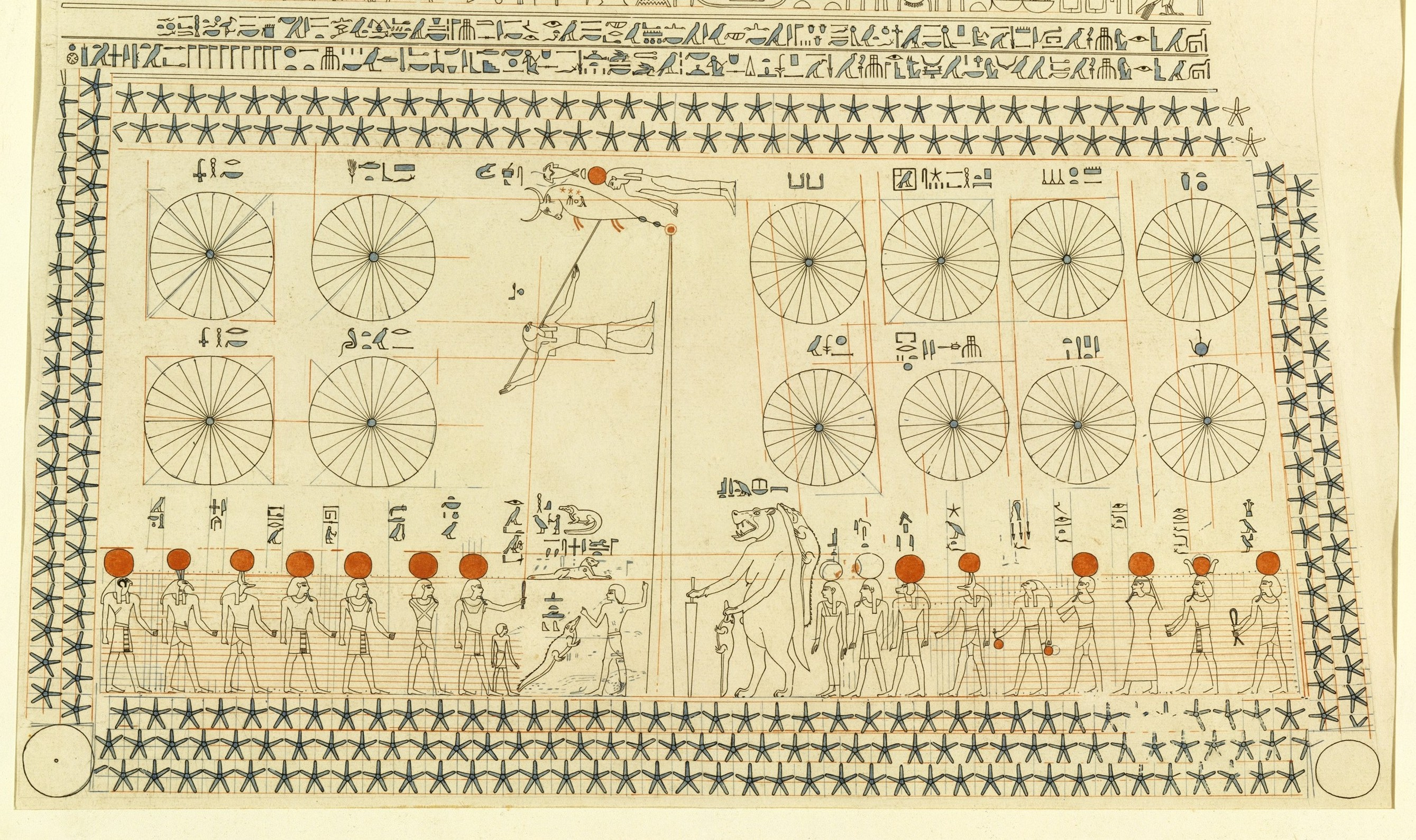
Decoración astronómica del techo de la tumba de Senenmut

A partir de los registros existentes, se sabe que la astronomía egipcia recopiló los nombres de solo unas pocas constelaciones identificables y una lista de treinta y seis decanatos que se usaron como reloj estelar. Los egipcios llamaron a la estrella circumpolar la estrella que no puede perecer, y aunque no hicieron catálogos de estrellas formales conocidos, sin embargo crearon extensas cartas estelares del cielo nocturno que adornan los sarcófagos y los techos de las cámaras funerarias.
Aunque los antiguos sumerios fueron los primeros en registrar los nombres de las constelaciones en tablillas de barro, los primeros catálogos de estrellas fueron compilados por los astrónomos babilónicos de Mesopotamia a finales del segundo milenio antes de Cristo, durante el periodo casita (1531 al 1155 a. C.). De esta época del Imperio Neoasirio procede el catálogo conocido como "Tres estrellas cada". Este catálogo de estrellas, escrito en tabletas circulares de arcilla, enumeraba treinta y seis estrellas ("tres estrellas por cada" uno de los doce meses del año, de ahí su nombre): doce para 'Anu' en el ecuador celeste, doce para 'Ea' al sur de este, y doce para 'Enlil' al norte. Las listas de Mul.Apin, fechadas en algún momento antes del Imperio Neobabilonio (626-539 a. C.), son descendientes textuales directos de las listas de 'Tres estrellas cada' y sus patrones de constelaciones muestran similitudes con los de la posterior civilización griega.

### Mundo helenístico e Imperio Romano

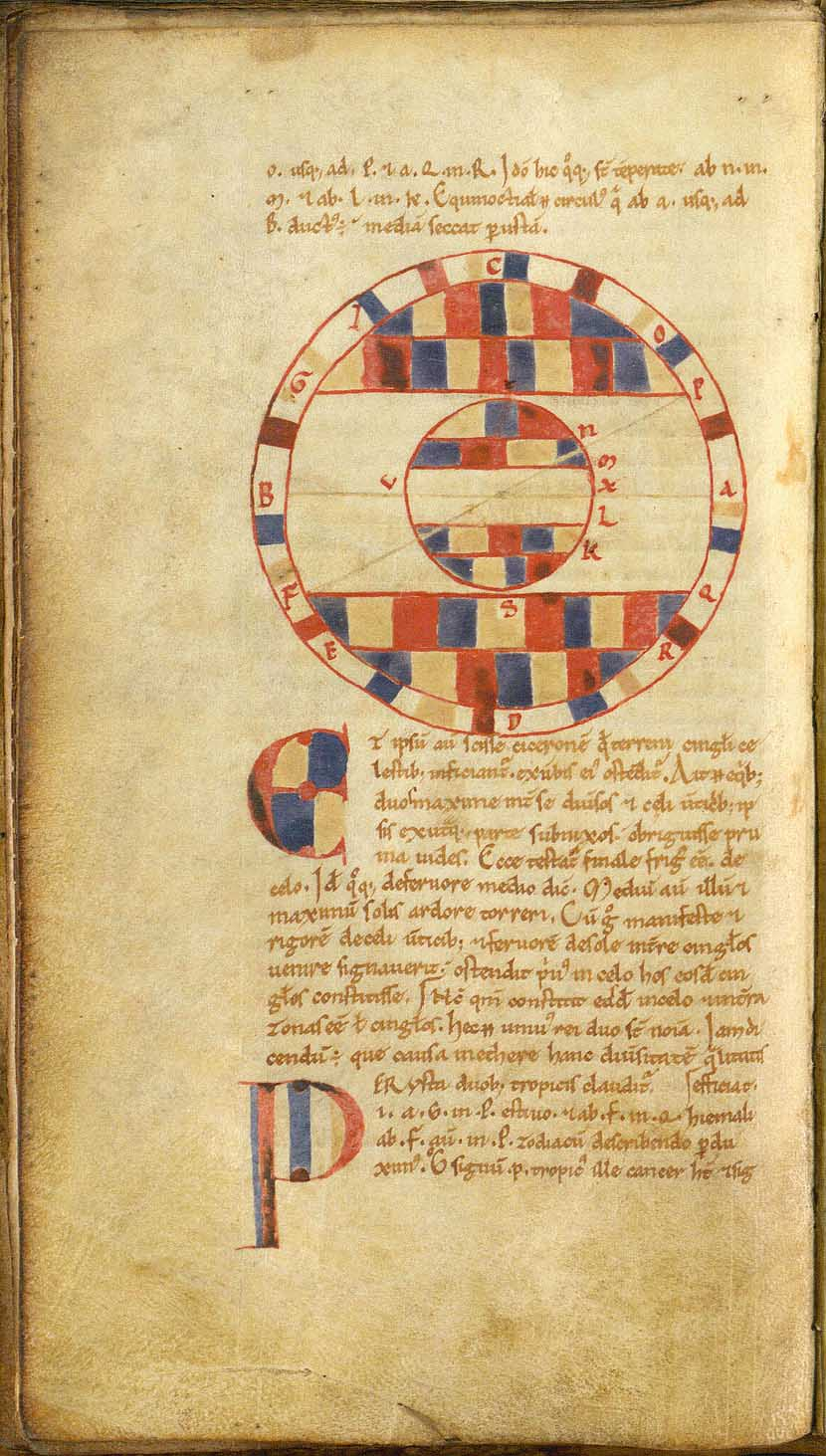
El universo según Macrobio

En la antigua Grecia, el astrónomo y matemático Eudoxo estableció el conjunto completo de constelaciones clásicas alrededor del 370 a. C.. Su catálogo Phaenomena, reescrito por Arato entre 275 y 250 a. C. como un poema didáctico, se convirtió en uno de los textos astronómicos más consultados desde la antigüedad. Contiene descripciones de las posiciones de las estrellas, las formas de las constelaciones y la información proporcionada sobre sus tiempos relativos de ascenso y descenso.
Aproximadamente en el siglo III a. C., los astrónomos griegos Timocares de Alejandría y Aristilo crearon otro catálogo de estrellas. Hiparco de Nicea (c.190 - c. 120 a. C.) completó su catálogo de estrellas en el año 129 a. C., que comparó con el de Timocares de Alejandría, y descubrió que la longitud de las estrellas había cambiado con el tiempo. Esto lo llevó a determinar el primer valor de la precesión de los equinoccios. En el siglo II, Claudio Ptolomeo (c.90 - c. 186) astrónomo del Egipto romano publicó un catálogo de estrellas como parte de su Almagesto, que enumeraba 1022 estrellas visibles desde Alejandría. El catálogo de Ptolomeo se basó casi por completo en uno anterior de Hiparco. Se mantuvo como el catálogo de estrellas estándar en el mundo occidental y entre los árabes durante más de ocho siglos. El astrónomo islámico abd Al-Rahman Al Sufi lo actualizó en 964, y las posiciones de las estrellas fueron redeterminadas por Ulugh Beg en 1437, pero no fue completamente reemplazado hasta la aparición del catálogo de mil estrellas de Tycho Brahe en 1598.
Aunque el Vedas, obra de los antiguos astrónomos de la India, especificaba cómo se dividía el eclíptica en veintiocho nakshatra, los patrones de constelaciones indias se tomaron prestados de los griegos en algún momento después de la conquista de Asia por Alejandro Magno en el siglo IV a. C.

### China antigua

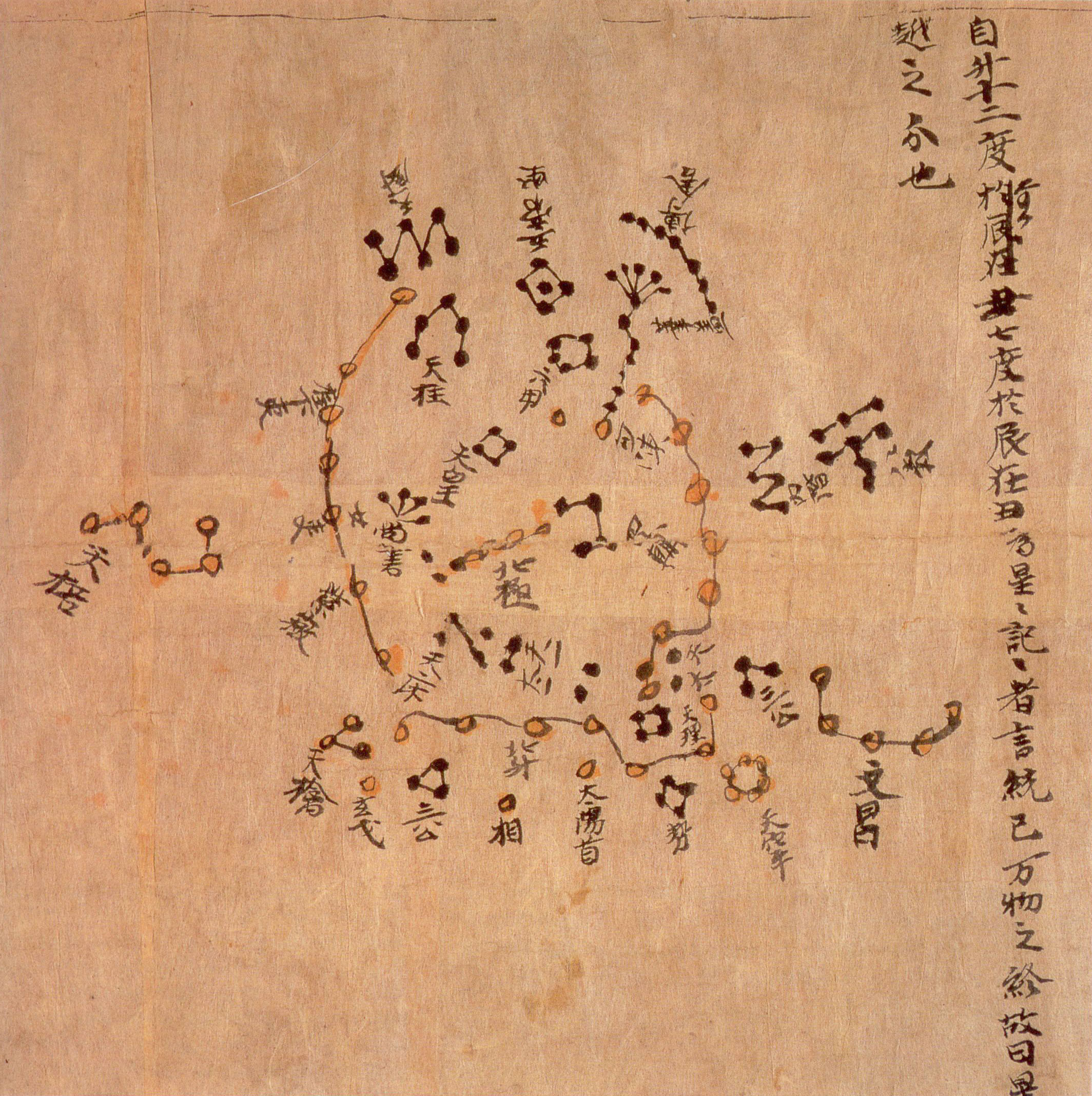
El mapa estelar de Dunhuang (año 700). La Osa Mayor, Sagitario y Capricornio son reconocibles

Las inscripciones más antiguas conocidas de los nombres de estrellas chinos fueron escritos en huesos oraculares y su fecha se corresponde con la Dinastía Shang (c. 1600-c. 1050 a. C.). Fuentes que datan de la Dinastía Zhou (c.1050-256 a. C.) proporcionan nombres de estrellas, entre las que se incluyen el Zuo Zhuan, el Clásico de poesía y el Canon de Yao (堯典) en el Clásico de historia. El Lüshi Chunqiu, escrito por el estadista Qin Lü Buwei (aproximadamente 235 a. C.) proporciona la mayoría de los nombres para las veintiocho mansiones (es decir, los veintiocho asterismos situados en el cinturón formado por la eclíptica de la esfera celeste, utilizados para construir el calendario chino). Una armadura lacada encontrada en la tumba del marqués Yi de Zeng (enterrado en el 433 a. C.) contiene una lista completa de los nombres de los catálogos de estrellas de las veintiocho mansiones. Se atribuye tradicionalmente a Shi Shen y Gan De, dos astrónomos chinos poco conocidos que pueden haber estado activos en el cuarto siglo antes de Cristo, en la época de los Reinos combatientes (403-221 a. C.). La Astronomía de Shi Shen (石 申天文, Shi Shen tienwen) se atribuye a Shi Shen y la Observación de estrellas astronómicas (天文 星 Tian, Tianwen xingzhan) a Gan De.
No fue hasta la Dinastía Han (202 a. C.-220 d. C.) cuando los astrónomos comenzaron a observar y registrar nombres para todas las estrellas que aparecían a simple vista en el cielo nocturno, no solo para las que rodeaban la eclíptica. Aparecen en uno de los capítulos de la obra de historia de finales del siglo II a. C. Memorias históricas de Sima Qian (145-86 a. C.), que contiene textos de la "escuela" de Shi Shen y el trabajo de Gan De (con las diferentes constelaciones que establecieron supuestamente con fines astrológicos). El catálogo de Sima, el "Libro de las salas celestiales" (書 官 書 Tianguan shu), incluye unas 90 constelaciones. Las estrellas llevan el nombre de templos, ideas filosóficas, lugares genéricos como mercados y tiendas, y diferentes personas como granjeros y soldados. Para su Constitución Espiritual del Universo (靈 憲, Ling Xian) del año 120 d. C., el astrónomo Zhang Heng (78-139 d. C.) compiló un catálogo estelar compuesto por 124 constelaciones. Los nombres de las constelaciones chinas fueron posteriormente adoptados por coreanos y japoneses.

### Mundo islámico

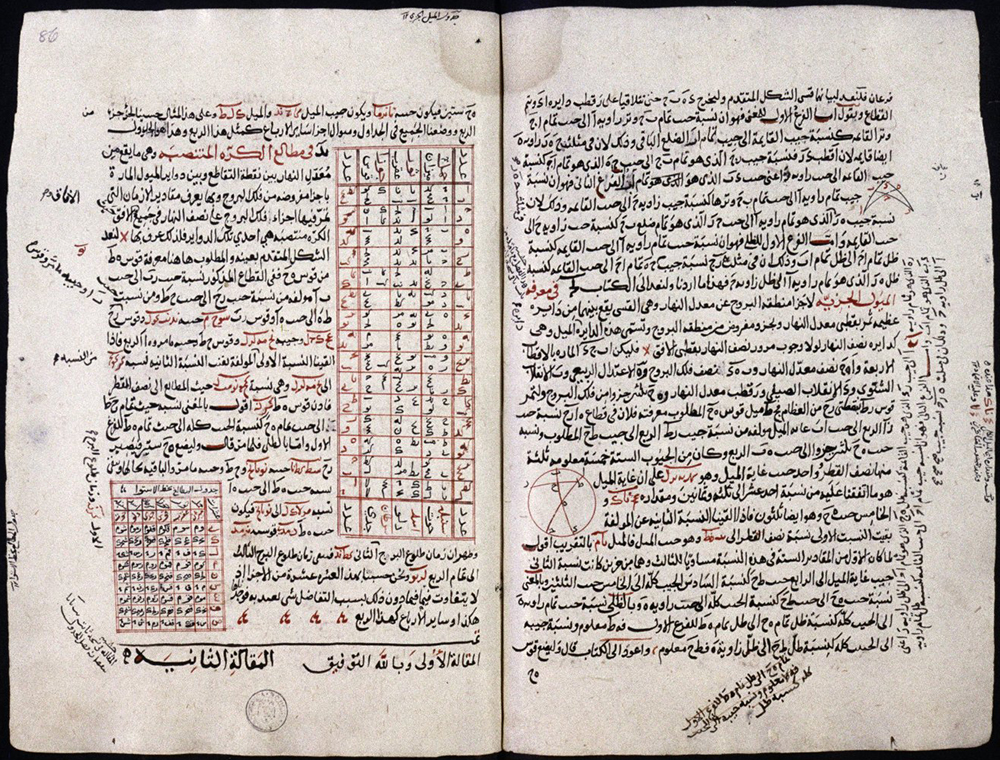
Traducción al árabe del Almagesto

Los astrónomos árabes publicaron una gran cantidad de catálogos de estrellas durante la Edad de Oro del islam. Estos eran principalmente tratados Zij, incluyendo las Tablas toledanas de Azarquiel (1087); las Tablas iljaníes del Observatorio de Maraghe (1272); y las Tablas sultanianas de Ulugh Beg (1437). Otros catálogos de estrellas árabes famosos incluyen el Compendio de la ciencia de las estrellas de Alfraganus (850), que corregía el Almagesto de Ptolomeo; y el Libro de las estrellas fijas de Azophi de (964), que describe las observaciones de lasestrellas, sus posiciones, magnitudes, brillo y color, dibujos para cada constelación y las primeras descripciones de la Galaxia de Andrómeda y de la Gran Nube de Magallanes. Muchas estrellas aún se conocen por sus nombres en árabe (véase Anexo:Estrellas con nombres árabes).

### América precolombina
El Diccionario Motul, compilado en el siglo XVI por un autor anónimo (aunque atribuido a Fray Antonio de Ciudad Real), contiene una lista de estrellas observadas originalmente por los antiguos mayas. El Códice de París, una obra maya, también contiene símbolos para diferentes constelaciones, representadas por seres mitológicos.

### Catálogos de Bayer y Flamsteed
Dos sistemas para denominar estrellas introducidos en los catálogos históricos siguen en uso hasta nuestros días. El primero de ellos fue ideado por el astrónomo alemán Johann Bayer (1572-1625), quien lo utilizó por primera vez en su obra Uranometria, publicada en 1603. Este sistema se utiliza para estrellas brillantes, a las que se adjudica una letra del alfabeto griego seguida del genitivo de la constelación a la que pertenecen. Ejemplos de este sistema de denominación son Alfa Centauri o Gamma Cygni. El principal problema del sistema de nombres de Bayer es el reducido número de letras del Alfabeto griego (24), por lo que era fácil quedarse sin letras antes de quedarse sin estrellas que necesitaban un nombre, particularmente para constelaciones grandes como Argo Navis. Bayer extendió sus listas hasta 67 estrellas usando letras romanas en minúsculas ("a" hasta "z") y luego mayúsculas ("A" hasta "Q"). Pocas de esas designaciones han sobrevivido. Pero vale la pena mencionar, sin embargo, que sirvió como punto de partida para la denominación de estrellas variables, que comienza con "R" hasta la "Z"; luego "RR", "RS", "RT"... "RZ", "SS", "ST"... "ZZ"; y más allá, añadiendo más letras cada vez.
El segundo sistema proviene del astrónomo inglés John Flamsteed (1646-1719). Flamsteed mantuvo la regla del genitivo de la constelación para la parte posterior de los nombres de su catálogo, pero usó números en lugar del alfabeto griego para la primera parte del nombre. Ejemplos de este sistema son 61 Cygni y 47 Ursae Majoris.

## Catálogos del cielo completo

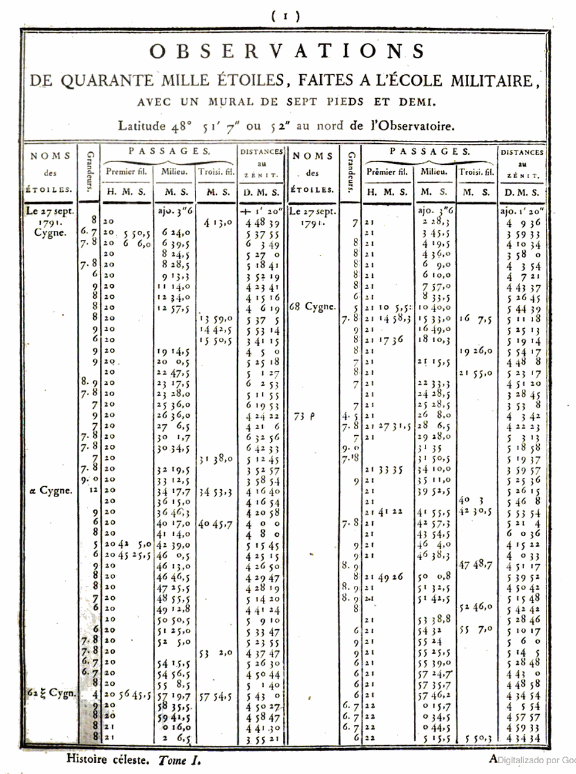
Primera tabla de la obra de Joseph Lalande Histoire Céleste Française (1801)

Bayer y Flamsteed cubrieron solo unos pocos miles de estrellas entre ellos. En teoría, los catálogos del cielo completo intentan enumerar todas las estrellas del firmamento. Sin embargo, hay miles de millones de estrellas que se pueden resolver con un telescopio, por lo que este es un objetivo imposible; con este tipo de catálogo, generalmente se intenta hacer que cada estrella que se incluye sea más brillante que una magnitud aparente luminosa dada.

### LAL
Joseph Lalande publicó la Histoire Céleste Française en 1801, obra que entre otras cosas, contenía un extenso catálogo de estrellas. Las observaciones se realizaron desde el Observatorio de París y, por lo tanto, describen principalmente estrellas del hemisferio norte. Este catálogo contenía las posiciones y las magnitudes de 47 390 estrellas, hasta la magnitud 9, y fue el catálogo más completo hasta ese momento. Una revisión importante de este catálogo en 1846 añadió números de referencia, que se utilizan para referirse a algunas de estas estrellas hasta el día de hoy. La aceptable precisión de este catálogo lo mantuvo en uso común como referencia por los observatorios de todo el mundo durante el siglo XIX.

### HD/HDE
El catálogo de Henry Draper se publicó en el período 1918-1924. Cubre todo el cielo hasta cerca de la novena o décima magnitud, y es notable como el primer intento a gran escala de efectuar una clasificación estelar dentro de un catálogo.
Fue compilado por Annie Jump Cannon y sus colaboradores en el Observatorio del Harvard College bajo la supervisión de Edward Charles Pickering, y fue nombrado en honor a Henry Draper, cuya viuda donó el dinero requerido para financiarlo.
Los números HD (iniciales de Henry Draper) se usan ampliamente hoy en día para las estrellas que no tienen designación Bayer o Flamsteed. Las estrellas numeradas del 1 al 225 300 pertenecen al catálogo original y están numeradas en orden de ascensión recta para la época astronómica de 1900.0. Las estrellas en el rango 225 301-359 083 pertenecen a la extensión de 1949 del catálogo. La notación HDE se puede usar para estrellas en esta extensión, pero generalmente se denotan HD ya que la numeración asegura que no puede haber ambigüedad.

### SAO
El catálogo del Observatorio Astrofísico Smithsoniano (SAO por las siglas de su nombre en inglés) se compiló en 1966 a partir de varios catálogos astrométricos anteriores, y contiene solo las estrellas hasta una novena magnitud, para las que se conocían los movimientos propios con precisión. Existe una considerable superposición con el catálogo de Henry Draper, pero se omite cualquier estrella que carezca de datos de movimiento propio. La época para las mediciones de posición en la última edición es J2000.0. El catálogo SAO contiene esta importante información que no aparece en el catálogo Draper, el movimiento propio de las estrellas, por lo que a menudo se usa cuando ese hecho es importante. Las referencias cruzadas con los números del catálogo de Draper y del Durchmusterung en la última edición también son útiles.
Los nombres en el catálogo SAO comienzan con las letras SAO, seguidas de un número. Los números se asignan siguiendo 18 bandas de diez grados en el cielo, con las estrellas ordenadas por su ascensión recta dentro de cada banda.

### BD/CD/CPD
El Bonner Durchmusterung (en alemán, muestreo de Bonn) y sus ampliaciones fueron los catálogos de estrellas pre-fotográficos más completos.
El Bonner Durchmusterung fue publicado por Friedrich Argelander, Adalbert Krueger y Eduard Schönfeld entre 1852 y 1859. Cubrió 320 000 estrellas en la época 1855.0.
Como cubría solo el cielo septentrional y algo del sur (compilado desde el observatorio de Bonn), fue complementado por el Südliche Durchmusterung (SD), que cubre estrellas entre las declinaciones -1 y -23 grados.
(1886, 120 000 estrellas). Fue ampliado además por el Bonner Durchmusterung (580 000 estrellas), que comenzó a compilarse en Córdoba (Argentina) en 1892 bajo la iniciativa de John Macon Thome y cubre las declinaciones -22 a -90. Por último, el Cape Photographic Durchmusterung (450 000 estrellas, 1896), compilado en el Cabo, Sudáfrica, cubre las declinaciones -18 a -90.
Los astrónomos utilizan preferentemente la designación HD de una estrella, ya que ese catálogo también proporciona información espectroscópica, pero como los Durchmusterung cubren más estrellas, ocasionalmente recurren a designaciones más antiguas cuando se trata de una que no se encuentra en el catálogo Draper. Desafortunadamente, muchos catálogos hacen referencias cruzadas a los Durchmusterung sin especificar cuál se usa en las zonas de superposición, por lo que a menudo se produce alguna confusión.
Los nombres de las estrellas de estos catálogos incluyen las iniciales de los cuatro catálogos de los que provienen (aunque el Sur sigue el nombre de Bonner y utiliza BD, el CPD a menudo se acorta a CP), seguido por el ángulo de declinación de la estrella (redondeado hacia cero, y por lo tanto que va desde +00 a +89 y -00 a -89), seguido de un número arbitrario, ya que siempre hay miles de estrellas en cada ángulo. Los ejemplos incluyen BD+50°1725 o CD-45°13677.

### AC
El Catalogue astrographique (Catálogo Astrográfico) fue parte del programa internacional Carte du Ciel, diseñado para fotografiar y medir las posiciones de todas las estrellas más brillantes que la magnitud 11.0. En total, se observaron más de 4,6 millones de estrellas, muchas tan débiles como la 13.ª magnitud. Este proyecto se inició a finales del siglo XIX. Las observaciones se realizaron entre 1891 y 1950. Para observar toda la esfera celeste sin sobrecargar a demasiadas instituciones, el cielo se dividió entre 20 observatorios, por zonas de declinación. Cada observatorio expuso y midió las placas de su zona, usando un telescopio estandarizado (un "astrógrafo normal") de modo que cada placa fotografiada tenía una escala similar de aproximadamente 60 segundos de arco/mm. El Observatorio Naval de los Estados Unidos asumió la custodia del catálogo, ahora en su edición 2000.2.

### USNO-B1.0
USNO-B1.0 es un catálogo de todo el cielo, creado por astrofísicos de investigación y operaciones en el Observatorio Naval de los Estados Unidos (desarrollado en Flagstaff Station), que presenta posiciones, movimientos propios, magnitudes en varias bandas ópticas y estimadores de estrellas/galaxias para 1.042.618.261 objetos derivados de 3.643.201.733 observaciones separadas. Los datos se obtuvieron a partir de escaneos de 7435 placas tomadas con cámara de Schmidt para los diversos estudios del cielo realizados durante los últimos 50 años. Se estima que USNO-B1.0 proporciona cobertura de todo el cielo, integridad hasta V=21, precisión astrométrica de 0,2 arcosegundos, precisión fotométrica de 0,3 magnitudes en hasta cinco colores y un 85 % de precisión para distinguir estrellas de objetos no estelares. USNO-B ahora es seguido por NOMAD; ambos se pueden encontrar en el servidor del Observatorio Naval de los Estados Unidos. El Observatorio Naval en 2012 empezó a trabajar en las variantes B2 y C de la serie de catálogos USNO.

### GSC
El Catálogo de Estellas Guía es un catálogo en línea de estrellas producido con el propósito de situar e identificar con precisión estrellas adecuadas para usarse como estrellas guía por el programa del telescopio espacial Hubble. La primera versión del catálogo se produjo a finales de la década de 1980 mediante la digitalización de placas fotográficas y contenía alrededor de 20 millones de estrellas, hasta aproximadamente la magnitud 15. La última versión de este catálogo contiene información de 945.592.683 estrellas, hasta la magnitud 21. La última versión continúa siendo utilizada para orientar con precisión el Telescopio espacial Hubble.

### Catálogo de Gaia
Gaia DR1 fue la primera publicación de los datos recopilados por la sonda espacial Gaia, lanzada con la misión de tomar datos estelares a lo largo de 14 meses de observaciones, realizadas desde septiembre de 2015. Los datos publicados incluyen posiciones y magnitudes en una sola banda fotométrica de 1100 millones de estrellas, incluyendo sus posiciones, paralaje y los movimientos propios de más de 2 millones de estrellas, basados en una combinación de datos Gaia y del catálogo Tycho-2 para los objetos que figuran en ambos catálogos, curvas de luz y características para alrededor de 3000 estrellas variables, y posiciones y magnitudes para más de 2000 fuentes extragalácticas utilizadas para definir el marco de referencia celeste. Se puede acceder a los datos de la versión DR1 en el archivo Gaia. El catálogo completo Gaia está previsto que se publique en 2022.

## Catálogos especializados
Los catálogos especializados no tienen por objetivo enumerar todas las estrellas del cielo, sino que trabajan para recopilar un tipo particular de estrella, como las estrellas variables o las más cercanas.

### ADS
Catálogo Aitken de estrellas dobles
- Nuevo catálogo general de estrellas dobles dentro de 120 grados del Polo Norte (1932, R. G. Aitken).

Enumera 17.180 estrellas dobles al norte de -30 grados de declinación.

### BS, BSC, HR
Publicado por primera vez en 1930 como el "Catálogo de Yale de Estrellas Brillantes", este catálogo contenía información sobre todas las estrellas más brillantes que la magnitud visual, 6,5 en el "Catálogo de fotometría revisado de Harvard". La lista fue revisada en 1983 con la publicación de un suplemento que enumeró estrellas adicionales hasta una magnitud de 7,1. El catálogo detalla las coordenadas de cada estrella, movimiento propio, fotometría, clasificación estelar y otra información útil.
La última versión impresa del Bright Star Catalogue fue la 4.ª edición revisada, lanzada en 1982. La 5.ª edición está en formato electrónico y está disponible en línea.

### Estrellas de carbono
Catálogo General Stephenson de Estrellas Galácticas de Carbono es un catálogo de más de 7000 estrellas de carbono.

### Gl, GJ, Wo
El catálogo Gliese (más tarde Gliese-Jahreiß) intenta listar todos los sistemas de estrellas dentro de 20 parsecs (65 años luz) desde la Tierra, ordenados por su ascensión recta (véase el Anexo:Estrellas más cercanas). Ediciones posteriores expandieron la cobertura a 25 parsecs (82 años luz). Los números en el rango 1.0-915.0 (números Gl) son de la segunda edición, que era el:
- Catálogo de estrellas cercanas (1969, W. Gliese).

Los números enteros hasta 915 representan sistemas que estaban en la primera edición. Los números con un punto decimal se usaron para insertar nuevos sistemas estelares para la segunda edición sin destruir el orden deseado (por ascensión recta). Este catálogo se conoce como CNS2, aunque este nombre nunca se utiliza en los números de catálogo.
Los números en el rango 9001-9850 (números Wo) son del suplemento:
- "Extensión del catálogo de Gliese" (1970, R. Woolley, E. A. Epps, M. J. Penston y S. B. Pocock).

Los números en los rangos 1000-1294 y 2001-2159 (GJ números) son del suplemento:
- "Datos de estrellas cercanas publicados 1969-1978" (1979, W. Gliese y H. Jahreiß).

El rango 1000-1294 representa estrellas cercanas, mientras que 2001-2159 representa estrellas cercanas sospechosas. En la literatura, los números GJ a veces se extienden retroactivamente a los números Gl (ya que no hay superposición). Por ejemplo, Gliese 436 se puede denominar indistintamente como Gl 436 o GJ 436.
Los números en el rango 3001-4388 son de la:
- Versión preliminar del tercer catálogo de estrellas cercanas (1991, W. Gliese y H. Jahreiß).

Aunque esta versión del catálogo se denominó "preliminar", sigue siendo la actual A 2006 y se conoce como CNS3. Enumera un total de 3803 estrellas. La mayoría de estas estrellas ya tenían números de GJ, pero también había 1388 que no estaban numeradas. La necesidad de dar a estas 1388 estrellas algún nombre ha resultado en que sean numeradas del 3001-4388 (números NN, por "No Name", "sin nombre"), y los archivos de datos de este catálogo ahora generalmente incluyen estos números. Un ejemplo de una estrella a la que a menudo se hace referencia por tener uno de estos números de GJ no oficiales es Gliese 3021.

### GCTP
El Catálogo General de Paralajes Trigonométricos, publicado por primera vez en 1952 y más tarde reemplazado por el Nuevo GCTP (ahora en su cuarta edición), cubre casi 9000 estrellas. A diferencia del Gliese, no corta a una distancia dada del Sol; más bien intenta catalogar todas las paralajes medidas conocidas. Da las coordenadas en la época 1900, la variación secular, el movimiento propio, el paralaje absoluto promedio ponderado y su error estándar, el número de observaciones de paralaje, la calidad de la correlación de los diferentes valores, la magnitud visual y diversas identificaciones cruzadas con otros catálogos. La información auxiliar, incluye la fotometría UBV, los tipos espectrales MK, los datos sobre la variabilidad y la naturaleza binaria de las estrellas, las órbitas cuando están disponibles, e información diversa para ayudar a determinar la fiabilidad de los datos que se enumeran.
- Louise F. Jenkins, Observatorio de la Universidad de Yale, Edición de 1952 y suplemento de 1962.
- William F. van Altena, John Truen-liang Lee y Dorrit Hoffleit, Observatorio de la Universidad de Yale, 1995.

### HIP
El programa Hipparcos se compiló a partir de los datos recopilados por el satélite astrométrico de la Agencia Espacial Europea Hipparcos, que estuvo operativo desde 1989 hasta 1993. El catálogo se publicó en junio de 1997 y contiene 118.218 estrellas; en 2007 se publicó una versión actualizada con datos reprocesados. Es particularmente notable por sus mediciones de paralaje, que son considerablemente más precisas que las producidas por observaciones terrestres.

### PPM
El Catálogo de estrellas PPM es uno de los mejores, tanto en el movimiento recto como en la posición de estrellas hasta 1999. No es tan preciso como el catálogo Hipparcos, pero cuenta con muchas más estrellas. El PPM se creó a partir de BD, SAO, HD y más, con un algoritmo sofisticado y es una extensión del Quinto Catálogo Fundamental, "Fundamental Katalog".

### Catálogo de movimiento recto
Una forma común de detectar estrellas cercanas es buscar movimientos propios relativamente elevados. Existen varios catálogos, de los que se mencionan algunos. Los catálogos Ross y Wolf fueron pioneros en este campo:
- Ross, Frank Elmore,  New Proper Motion Stars , ocho listas sucesivas,  Astronomical Journal , vol. 36 a 48, 1925-1939[42]

- Wolf, Max, "Katalog von 1053 stärker bewegten Fixsternen", Veröff. re. Badischen Sternwarte zu Heidelberg (Königstuhl), Bd. 7, n.º 10, 1919; y numerosas listas en  Astronomische Nachrichten , 209 a 236, 1919-1929[43]

Willem Jacob Luyten luego produjo una serie de catálogos:
L - Catálogo Luyten, estrellas de movimiento propio y enanas blancas:
- Luyten, W. J., Proper Motion Survey with the forty-eight inch Schmidt Telescope, University of Minnesota, 1941 (General Catalogue of the Bruce Proper-Motion Survey)

LFT - Catálogo Luyten Five-Tenths:
- Luyten, W. J., A Catalog of 1849 Stars with Proper Motion exceeding 0.5" annually, Lund Press, Minneapolis (Mn), 1955 ()

LHS - Catálogo Luyten Half-Second:
- Luyten, W. J., Catalogue of stars with proper motions exceeding 0"5 annually, University of Minnesota, 1979 ()

LTT - Catálogo Luyten Two-Tenths:
- Luyten, W. J. Luyten's Two Tenths. A catalogue of 9867 stars in the Southern Hemisphere with proper motions exceeding 0".2 annually, Minneapolis, 1957; A catalogue of 7127 stars in the Northern Hemisphere with proper motions exceeding 0".2 annually``, Minneapolis, 1961; also supplements 1961–1962. ()

NLTT - Nuevo catálogo Luyten Two-Tenths:
- Luyten, W. J., New Luyten Catalogue of stars with proper motions larger than two tenths of an arcsecond (NLTT), Univ. of Minnesota, 1979, supplement 1980 ()

LPM - Catálogo de Luyten Proper-Motion:
- Luyten, W. J., Proper Motion Survey with the 48 inch Schmidt Telescope, University of Minnesota, 1963–1981
- LP numbers: L in zones −45 to −89 deg.; LP in zones +89 to −44 deg.

Alrededor del mismo período de tiempo, Henry Lee Giclas trabajó en una serie similar de catálogos:
- Giclas, H. L., et al., Lowell Proper Motion Survey, Lowell Observatory Bulletin, 1971–1979 ()

### uvby98
El "catálogo fotométrico fotoeléctrico ubvyβ" es una compilación de datos fotométricos publicados anteriormente. Publicado en 1998, el catálogo incluye 63.316 estrellas recopiladas hasta 1996.

### Sucesores de USNO-A, USNO-B, NOMAD, UCAC y otros
Las estrellas evolucionan y se mueven con el tiempo, haciendo que los catálogos evolucionen, haciendo que las bases de datos dejen de ser permanentes incluso en los niveles más rigurosos de producción. Los catálogos de USNO son los catálogos astrométricos más actuales y ampliamente utilizados disponibles en la actualidad, e incluyen productos de USNO como el USNO-B (el sucesor del USNO-A), NOMAD, UCAC y otros en producción o publicados. Algunos usuarios pueden ver catálogos especializados (versiones más recientes de los anteriores), catálogos adaptados, catálogos producidos por interferometría, catálogos dinámicos y aquellos con posiciones actualizadas, movimientos, colores y errores mejorados. Los datos del catálogo se recopilan continuamente en la instalación del cielo profundo del Observatorio Naval; y los últimos catálogos actualizados y refinados son reducidos y producidos por NOFS y el USNO. Consúltese el Catálogo del USNO y los Servidores de imágenes para obtener más información.

## Lecturas relacionadas
- Newton, Robert R. (1977). The Crime of Claudius Ptolemy. Baltimore: Johns Hopkins University Press.
- Rawlins, Dennis (1982). «An investigation of the ancient star catalog». Publications of the Astronomical Society of the Pacific 94: 359-373. Bibcode:1982PASP...94..359R. doi:10.1086/130991.